# Navalha na Carne (película)
Navalha na Carne (en español: Navaja en la carne) es una película dramática brasileña de 1997 escrita y dirigida por Neville d'Almeida, basada en la obra homónima de Plínio Marcos.

## Trama
La película narra el encuentro entre una prostituta, su proxeneta y un homosexual. En el encuentro, en el que cada uno quiere someter al otro a su voluntad, se desarrolla la narración.

## Elenco
- Vera Fischer ... Neusa Suely
- Carlos Loffler ... Veludo
- Jorge Perugorría ... Vado
- Carlinhos Brown
- Gerson Brenner
- Isabel Fillardis
- Maria Lúcia Godoy
- Marcelo Saback
- Guará Rodrigues
- Rafael Molina
- Carlinhos de Jesus
- Paulo Moura
- Pedro Aguinaga
- Gilda Nery
- Paulo César Peréio
- Ruddy Pinho